# Safta Brâncoveanu
Safta (Elisabeta) Brâncoveanu (n. 1776, Balș – d. 1857, mănăstirea Văratec, Moldova) a fost o domniță moldoveancă, băneasă, care s-a ocupat în mod deosebit de filantropie și viața duhovnicească, prin ctitorirea și restaurarea de edificii social-filantropice și bisericești. Este cunoscută publicului larg ca băneasa Safta Brâncoveanu, soția ultimului dintre Brâncoveni, banul Grigore Brâncoveanu (1767-1832), ctitoră a Spitalului Brâncovenesc din București, și ca schimonahia Elisabeta (Safta) Brâncoveanu din Mănăstirea Văratec, județul Neamț.
A fost canonizată ca sfântă de Sfântul Sinod al Bisericii Ortodoxe Române în ședința sa din 1 iulie 2025, cu titulatura „Sfânta Cuvioasă Elisabeta (Safta) Brâncoveanu” și prăznuirea în ziua de 17 august.

## Biografie
Safta Brâncoveanu s-a născut în anul 1776 în familia de mari boieri moldoveni Balș, fiind fiica vornicului Teodor Balș (1743-1810), înmormântat în necropola boierească din Iași, Biserica Sfântul Dumitru-Balș și al Zoiței (Zoe Ruset-Rosetti). Mama Saftei, Zoe, după decesul soțului ei, s-a retras ca schimonahie la Mănăstirea Văratec, primind numele de Elisabeta.
Unele surse indică că tatăl Saftei (1776-1857) Teodor Balș (1805-1857), a fost locțiitor de domn, caimacamul Moldovei a cărui soție, Ecaterina Balș, este înmormântată la mănăstirea Văratec. Teodor Balș, caimacamul Moldovei a fost nepot de frate al doamnei Safta, fiind fiul lui Nicolae Balș.
Copila Safta a primit în Moldova o educație aleasă studiind mai multe limbi și „mai cu seamă în limba elinică au fost unică din sexul său, în veacul său și în nația sa”, fiind „model de toate zilele, în toată privirea la toate fiicele nației române”.
În anul 1793 s-a căsătorit cu banul Grigore Brâncoveanu din Țara Românească. Căsătoria a fost una din cele mai fericite pentru că banul Grigore era un om „deștept, harnic, cu carte multă și patriot foarte” după cum spunea prozatorul Constantin Gane. Cuplul nu a avut copii, dar a înfiat o fetiță, pe Zoe Mavrocordat, fiica Catrinei Mavrocordat, soră a Saftei, în martie 1824.
Zoe Mavrocordat a devenit astfel prin adopție Zoe Basarab Brâncoveanu, moștenitoare, la moartea părinților adoptivi, a fabuloasei averi brâncovenești.
Pe Zoe, fiica lor adoptivă, au decis să o mărite cu postelnicul Gheorghe Bibescu, care a devenit ulterior domn al Țării Românești.
Banul Grigore și Băneasa Safta Brâncoveanu s-au îngrijit de biserica Sfânta Treime din Brașov, de mănăstirea Bistrița, Vâlcea, de mănăstirea Viforâta, pe peretele căreia se găsesc portretele votive ale celor doi soți și s-au ocupat de reconstruirea Bisericii Domnița Bălașa.
În aprilie 1832, banul Grigore a trecut la cele veșnice și a fost înmormântat „cu cinste și cheltuială îndestulă” la Biserica Sfântul Gheorghe Nou din București, alături de strămoșul său direct pe linie paternă, Constantin Brâncoveanu.
Băneasa Safta a rămas singură și în 8 iunie 1832 îi scria mitropolitului Veniamin Costache: „Amar mie, prea sfinte părinte, că sabia ascuțită a pătruns ticălosul meu suflet”. 
Între anii 1835 și 1838 băneasa Safta Brâncoveanu s-a ocupat de transformarea în realitate a visului celor doi soți de a ridica un spital pentru nevoiași, în care oricine să poată fi tratat fără să plătească.
Mama Saftei, schimonahia Elisabeta Balș, era deja la mănăstirea Văratec și aceasta o vizita cu siguranță din când în când. Pe la 1840, Safta Brâncoveanu a intrat și ea în monahie și apoi, la scurt timp, în schimonahie în soborul mănăstirii Văratic.
Schimonahia Elisabeta (Safta) Brâncoveanu a murit în anul 1857 în chilia sa din mănăstirea Văratec, fiind îngropată, după cum și-a dorit, „afară în curtea bisericii”. Tot după dorința sa, a fost invitat mitropolitul Neofit Scriban, care a ținut și o cuvântare, în care a spus despre Safta Brâncoveanu că „împlinea în ascunsul cămării sale faptele milosteniei și ale îndurării, neștiind stânga ce face dreapta, ca o mamă blândă făcătoare de bine, iubitoare de oameni”.
Osemintele sale se găsesc astăzi în osuarul de sub altarul bisericii Adormirea Maicii Domnului din mănăstirea Văratec. În aceeași gropniță se găsesc rămășițe pământești ale altor măicuțe precum și o raclă cu osemintele lui Moș Gheorghe Lazăr, român cunoscut că a avut o viață sfântă viețuind ca pelerin.